# Peter Herrmann (Filmkomponist)
Peter „Pezi“ Herrmann (* 8. November 1948) ist ein österreichischer Musiker und Filmkomponist.

## Leben
Peter Herrmann war Leadgitarrist und Initiator der Gorilla Gang. Nach deren Auflösung prägte er den Sound von Frankie’s PAPA’S HAUSBAND.
Danach folgten zahlreiche Projekte mit Helmut Zenker, unter anderen Kottans Kapelle, Hans Krankl und Tohuwabohu.
Herrmann war Gitarrist der Begleitband von Alfred Dorfer bei seinen Live-Auftritten und auch in Dorfers Donnerstalk.

## Filmmusiker
Gemeinsam mit Lothar Scherpe war Peter Herrmann in vielen österreichischen Film- und Fernsehproduktionen für die Musik zuständig.
- 1995: Freispiel – Regie: Harald Sicheritz
- 1997: Qualtingers Wien – Regie: Harald Sicheritz
- 1998–2002: MA 2412 – Regie: Harald Sicheritz
- 1998: Hinterholz 8 – Regie: Harald Sicheritz
- 1999: Wanted – Regie: Harald Sicheritz
- 2002: Poppitz – Regie: Harald Sicheritz
- 2003: MA 2412 – Die Staatsdiener – Regie: Harald Sicheritz
- 2003: Ravioli –  Regie: Peter Payer
- 2005–2008: Mutig in die neuen Zeiten (Fernsehreihe) – Regie: Harald Sicheritz
  - 2005:  Im Reich der Reblaus
  - 2006:  Nur keine Wellen
  - 2008:  Alles anders
- 2009: Tatort: Baum der Erlösung – Regie: Harald Sicheritz